# Tuttiola anatolicus
Tuttiola anatolicus är en fjärilsart som beskrevs av De Lattin 1951. Tuttiola anatolicus ingår i släktet Tuttiola och familjen juvelvingar. Inga underarter finns listade i Catalogue of Life.